# Raphaël Tronché
 (septembre 2020).
Raphaël Tronché, né le 23 octobre 1989 à Grande-Synthe, est un boxeur français évoluant en catégorie poids lourds.

## Carrière
Il conserve le titre de champion de France contre Karim Berredjem en 2018. Le combat dure 2 minutes et le champion s'impose par arrêt de l'arbitre après avoir envoyé son adversaire au sol. Après cette victoire, Raphaël Tronché déclare vouloir se diriger vers l'international. 
Le 22 mars 2019, il défend de nouveau son titre de champion de France avec succès face à Zakaria Azzouzi. Le 27 septembre suivant, Raphaël Tronché décroche la ceinture IBO internationale en s'imposant face à l'argentin Ariel Bracamonte.

## Engagement
À la suite de l'agression mortelle d'un ancien animateur du centre de loisirs de sa ville natale de Grande-Synthe dans la nuit du 15 au 16 avril 2024, il propose la somme de 10 000 euros pour toute information permettant d'identifier les agresseurs,,.

## Documentaire
2023 :  Raphaël Tronché, le colosse aux mains agiles, de Tarik Ben-Ismaïl.